# Уголовные дела о государственной измене в России (2014—2016)
Информация об уголовных делах о государственной измене в России регулярно стала появляться в российских и зарубежных СМИ в начале 2015 года. По сообщению ТАСС, один только Лефортовский суд в Москве вынес с 1 января 2014 года по 3 марта 2015 года девять постановлений о заключении под стражу лиц, обвиняемых в государственной измене или шпионаже.

В числе уголовных дел, заведённых в России в 2014—2015 годах в связи с государственной изменой, дела против многодетной матери Светланы Давыдовой, учёного Владимира Голубева и сотрудника Московского патриархата Евгения Петрина, а также дело против Геннадия Кравцова, подробности которого неизвестны. По мнению председателя ассоциации «Агора» Павла Чикова, происходящее связано с укреплением позиций ФСБ по отношению к остальным российским силовым структурам. П. Чиков утверждает:
В стране силами ФСБ выстроена незримая система политически мотивированного уголовного и административного преследования. Госбезопасность активно формирует новые подходы в уголовном процессе, не просто покушаясь на и без того минимальные права стороны защиты, но фактически заявляя об их полном отсутствии.
Журналист Зоя Светова характеризует сложившуюся обстановку как погружение России в «шпиономанию».

## Понятие «государственная измена»
Государственная измена — наиболее тяжкое преступление против безопасности государства, предусмотренное статьёй 275 УК РФ. С 2012 года определяется очень широко как «совершенные гражданином Российской Федерации шпионаж, выдача иностранному государству, международной либо иностранной организации или их представителям сведений, составляющих государственную тайну, доверенную лицу или ставшую известной ему по службе, работе, учебе или в иных случаях, предусмотренных законодательством Российской Федерации, либо оказание финансовой, материально-технической, консультационной или иной помощи иностранному государству, международной либо иностранной организации или их представителям в деятельности, направленной против безопасности Российской Федерации». В УК РСФСР аналогичное преступление именовалось «изменой Родине». До 2012 года диспозиция статьи 275 УК РФ была более «узкой»: «шпионаж, выдача государственной тайны либо иное оказание помощи иностранному государству, иностранной организации или их представителям в проведении враждебной деятельности в ущерб внешней безопасности Российской Федерации, совершенная гражданином Российской Федерации». По статье о государственной измене может быть обвинен только российский гражданин. Иностранец, а также лицо без гражданства несут ответственность за шпионаж по статье 276 УК РФ. Стоит отметить, что «расширение» диспозиции статьи 275 в 2012 году не привело к немедленному увеличению числа осужденных по ней. В 2011 году, когда действовала «старая формулировка» статьи 275 УК РФ в России по ней осудили 6 человек (все к лишению свободы), а в 2013 году — только 4 человека.

## Судебная статистика по делам о госизмене (2014—2015 годы)
Случаи осуждения по делам о государственной измене в современной России единичны, но в 2014 году произошло резко увеличение числа осужденных. За 2014 год по статье 275 УК РФ в России осудили 15 человек (все к реальному лишению свободы, дополнительное наказание в виде ограничения свободы не было применено ни разу). Затем произошел заметный спад: за 2015 год по статье 275 УК РФ осудили только 6 человек.

## Некоторые уголовные дела

### Дело Екатерины Харебавы
В ноябре 2014 года продавщица из Сочи Екатерина Харебава, содержавшаяся под стражей с мая 2013 года, была приговорена к 6 годам лишения свободы по обвинению в шпионаже (она была гражданкой Грузии, а аналогичные деяния иностранного гражданина квалифицируются по статье 276 УК РФ). По версии следствия, летом 2008 года Харебава, работавшая продавщицей на рынке, сообщила военному представителю Грузии о передвижении российских войск. В 2015 году правозащитная организация «Мемориал» признала Харебаву политзаключенной.

### Дело Оксаны Севастиди
В апреле 2008 года россиянка, жительница Сочи, Оксана Севастиди получила SMS от сына своего бывшего коллеги из Грузии, который спросил, действительно ли в Сочи «танки стоят», а Севастиди написала короткое сообщение со смыслом «раньше стояли». В январе 2015 года к ней домой явились сотрудники полиции и забрали ее с собой. 3 марта 2016 года Краснодарский краевой суд приговорил Севастиди к 7 годам лишения свободы по статье 275 УК РФ (госизмена). Ее адвокат не стал обжаловать приговор. Севастиди была отправлена отбывать наказание в колонию. В ноябре 2016 года за ее дело взялись адвокаты «Команды 29», направив в Краснодарский краевой суд ходатайство о продлении срока обжалования. 7 марта 2017 года президент России Владимир Путин помиловал Оксану Севастиди.

### Дело Петра Парпулова
В июле 2010 года сочинский пенсионер, член «Единой России» и бывший авиадиспетчер аэропорта Пётр Парпулов вместе с женой выезжал к родственникам в Тбилиси. Там он встретился с Тарасом Типия, который представился ему как сотрудник грузинской миграционной службы. На самом деле Типия являлся сотрудником грузинских спецслужб. Парпулов вернулся домой и 4 года к нему российские правоохранительные органы не обращались по этому вопросу.
4 марта 2014 года тяжело больной сочинский пенсионер Пётр Парпулов был помещен в СИЗО № 5 г. Краснодара по подозрению в государственной измене. Дело проходило под грифом «Секретно». 7 марта Парпулову было предъявлено обвинение, суть которого не разглашалась и даже сам Парпулов не был извещен, в чём именно его обвиняют. По словам адвоката Парпулова Олега Елисеева, в формулировке обвинения «отсутствует перечень сведений, которые составляют тайну. В результате этого защита фактически невозможна». Решение суда, отказавшегося предоставить развернутое обвинение в ответ на жалобу адвоката, нарушает статью 47 УК РФ, согласно которой обвиняемый имеет право знать, в чём он обвиняется.
По свидетельству супруги Парпулова, следствие прибегло к шантажу обвиняемого, обещая свидания с семьей только в обмен на признательные показания. Пенсионер отказался признать вину и не получил ни одного свидания с родными с момента ареста.
Парпулов страдает хронической сердечной недостаточностью 3 степени, гипертонией 3 степени с риском 4 степени, брадикардией, экстрасистолией, паховой грыжей, хроническим гастродуоденитом, во время ареста перенес серьёзный гипертонический криз, и его здоровье за время содержания в СИЗО стремительно ухудшилось. 17 февраля 2015 года семья Парпулова обратилась с петицией к президенту Путину с просьбой отпустить обвиняемого под домашний арест.
29 сентября 2015 года Краснодарский краевой суд начал рассматривать дело обвиняемого в госизмене диспетчера аэропорта Сочи Петра Парпулова. 22 января 2016 года Краснодарский краевой суд приговорил Парпулова к 12 годам лишения свободы, признав его виновным в государственной измене. В 2010 году, на момент предполагаемого совершения преступления, Парпулов занимал должность замначальника службы движения черноморского центра «Аэронавигации юга». Свою вину он не признал. Сам подсудимый заявил, что его судят за разглашение информации, опубликованной в интернете, в том числе — на сайте газеты «Красная звезда».
В октябре 2017 года Петр Парпулов написал ходатайство о помиловании в Тверскую комиссию по помилованию. Также он написал ходатайство о помиловании к Уполномоченному по правам человека в Российской Федерации Татьяне Москальковой. Однако его дочери было сообщено, что в компетенцию Уполномоченного вопросы помилования не входят.

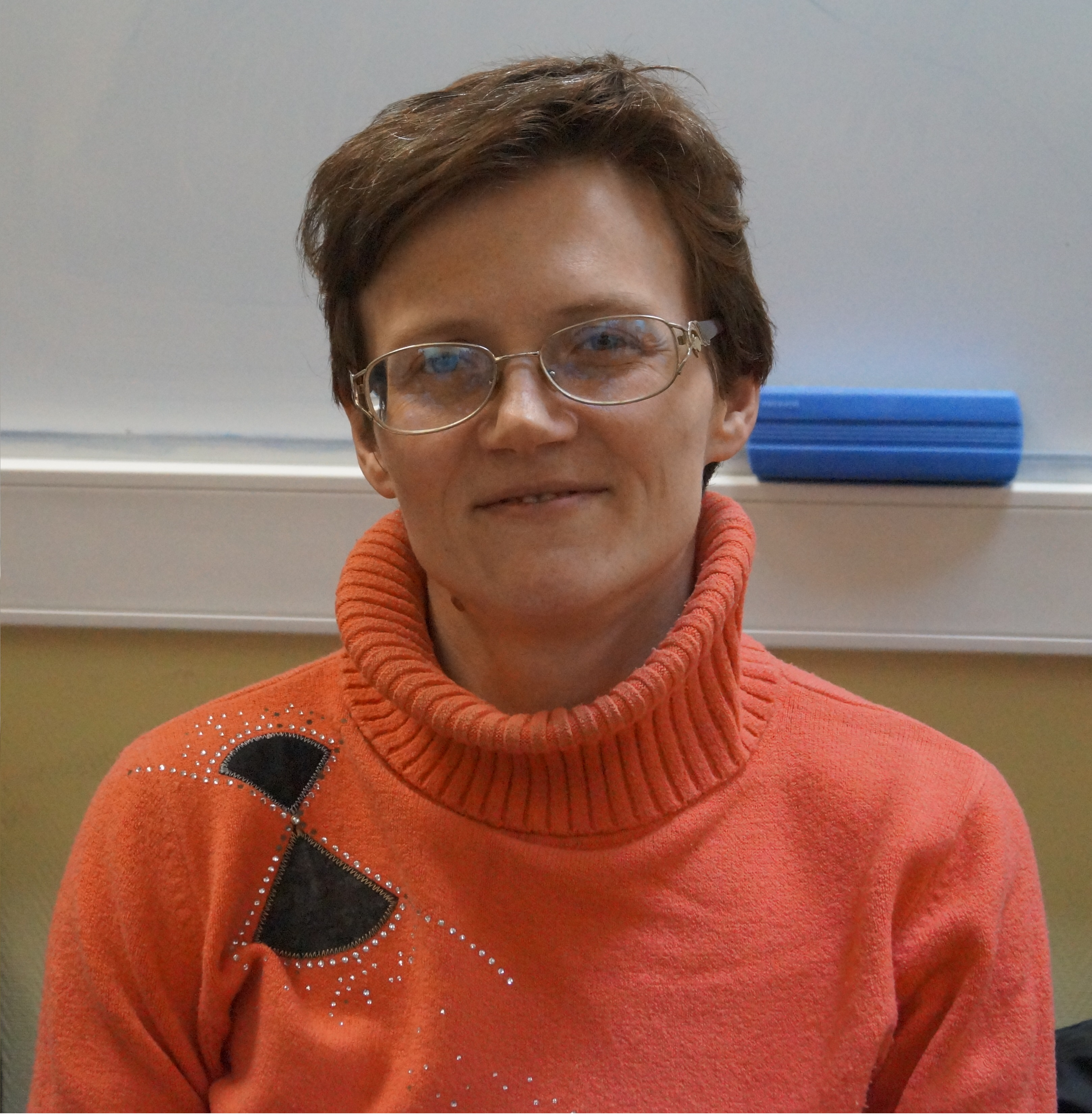
Обвиняемая по делу о госизмене многодетная мать Светлана Давыдова

### Дело Светланы Давыдовой
В апреле 2014 года, многодетная мать из Вязьмы Светлана Давыдова заметила, что расположенная по соседству с её домом воинская часть № 48886 Главного разведывательного управления Генштаба Вооружённых сил России, 82-я отдельная радиотехническая бригада ГРУ, опустела. Позже, во время поездки в маршрутном такси, Давыдова услышала разговор военнослужащего этой части о том, что его с сослуживцами «небольшими группами переправляют в Москву, обязательно в штатском, а оттуда дальше в командировку». Давыдова, осуждающая раздувание конфликта на Украине, поняла, что военнослужащие отправляются в Донецк и по телефону сообщила об этом в посольство Украины.
21 января 2015 года, спустя 8 месяцев после предполагаемого события преступления, Давыдова была арестована оперативной группой ФСБ. 22 января Лефортовским районным судом Москвы была избрана мера пресечения в виде заключения под стражу с содержанием в СИЗО. 1 февраля стало известно, что в материалах дела имеется заключение специалистов Генштаба Минобороны о том, что сведения, переданные ей в посольство Украины в Москве, являются достоверными и представляют государственную тайну со степенью секретности «секретно».
13 марта адвокаты Давыдовой сообщили о том, что уголовное дело в её отношении прекращено следователем в связи с отсутствием состава преступления. С Давыдовой сняты все обвинения и предоставлено право на реабилитацию. Предполагаемой причиной прекращения дела называются результаты экспертизы, состоявшейся по требованию следственного управления ФСБ. Эксперты сделали вывод, что Светлана Давыдова не передавала секретных сведений в посольство Украины. На пресс-конференции, состоявшейся после прекращения дела, Светлана Давыдова поблагодарила всех граждан России, высказавшихся в её поддержку. Давыдова заявила также, что не будет требовать денежной компенсации за помещение в следственный изолятор. По её словам, «это было бы неправильным с позиции того, что налогоплательщики не виноваты в том, что государство это дело возбудило. Лучше будет, если эти деньги пойдут на какие-то социальные программы».

### Дело Владимира Голубева
В Нижнем Новгороде в государственной измене был обвинён бывший научный сотрудник Российского федерального ядерного центра в Сарове Владимир Голубев. По версии ФСБ, в 2013 году он опубликовал в чешском научном журнале данные о взрывчатых веществах, которые защищены государственной тайной. Сам ученый считает, что информация о них давно доступна в научной литературе. 7 июля 2014 года Голубеву было предъявлено обвинение в государственной измене и избрана мера пресечения в виде подписки о невыезде. В СМИ об этом уголовном деле стало известно после того, как у Голубева появился новый адвокат — Евгений Губин.
21 апреля 2015 года решением саровского городского суда Голубев был арестован. 1 июня, согласившись на амнистию, вышел из СИЗО. Уголовное дело в отношении Голубева закрыто.

### Дело Геннадия Кравцова
27 мая 2014 года в Москве по обвинению в государственной измене был арестован Геннадий Николаевич Кравцов, ведущий инженер-конструктор в сфере информационных технологий и в прошлом сотрудник ГРУ с 15-летним стажем. Кравцов имел допуск к секретной информации, но, по свидетельству семьи, подписка о неразглашении истекла в 2011 году. Через некоторое время после увольнения из ГРУ Кравцов в общем порядке получил загранпаспорт и совершил несколько зарубежных поездок. Поводом для возбуждения уголовного дела послужило резюме, в поисках работы отправленное Кравцовым в Швецию по электронной почте, на которое обвиняемым был получен ответ, что компания не имеет полномочий принимать на работу граждан других государств.
Впервые арестован и подвергнут обыску по месту жительства в 2013 году. Повторно взят под стражу 27 мая 2014 года по обвинению в нарушении статьи 275 УК РФ в редакции 2009 года. «Следствие считает, что он совершил правонарушение в 2010 году. Статья была изменена в 2012 году. А закон, который ухудшает положение гражданина, не должен применяться», — считает адвокат обвиняемого Александр Иванов. Дело засекречено, никаких подробностей о нём не сообщается кроме того, что Кравцов обвиняется в передаче на Запад неких изложенных в резюме секретных данных.
21 января 2015 года Лефортовский районный суд № 4 г. Москвы вынес решение о продлении ареста обвиняемому. Адвокат намеревается требовать независимой комплексной экспертизы с участием представителей разных ведомств.
22 июня 2015 Мосгорсуд начал рассматривать дело Кравцова по существу. Арест подсудимого был продлён ещё на 6 месяцев. Осужден к 6 годам лишения свободы в колонии строгого режима по обвинению в совершении преступления, предусмотренного ст. 275 УК РФ («Государственная измена»). Находился под стражей с 27 мая 2014 года по 26 мая 2020 года, когда освободился по отбытии наказания.

### Дело Евгения Петрина
9 февраля 2015 года в Москве по обвинению в государственной измене и шпионаже был арестован сотрудник отдела внешних церковных связей Московского патриархата Евгений Петрин. Причиной задержания Петрина стало его сотрудничество с американской разведкой, которой он якобы передавал информацию о деятельности РПЦ. Сам же обвиняемый утверждает, что является капитаном ФСБ и работал в отделе внешних церковных связей патриархата под прикрытием.
14 июня 2016 года Петрин был осуждён на 12 лет колонии строгого режима с выплатой штрафа в размере 200 тысяч рублей за шпионаж в пользу США. По данным телеканала «Дождь», в 2014 году осужденный «в неустановленное время», «в неустановленном месте» передал «неустановленным агентам ЦРУ» секретные сведения. Какую конкретно информацию Петрин сообщил иностранным шпионам, суд оглашать не стал. Также гриф «секретно» был наложен и на другие детали дела. Единственное, что смогли узнать журналисты, так это то, что ранее подсудимый являлся штатным сотрудником ФСБ, откуда уволился по собственному желанию.

### Дело военных моряков
19 февраля 2015 года стало известно, что в ноябре 2014 года по обвинению в государственной измене были осуждены старшие офицеры ВМФ Захарий Агапишвили, Сергей Данильченко и ещё двое военнослужащих: Леван Чарквиани и Константин Яшин. Сроки осуждения не уточняются, дело хранится под грифом «совершенно секретно». По версии следствия, фигуранты дела передавали секретные данные иностранным государствам. Все четверо фигурантов дела были лишены воинских званий и наград.

### Дело Владислава Никольского
12 апреля 2015 года стало известно, что в Санкт-Петербурге по обвинению в государственной измене проходит суд в отношении капитана 1-го ранга и ученого Владислава Никольского. Он обвиняется в том, что передал на Украину информацию, содержащую государственную тайну. ФСБ считает, что подсудимый нанес России ущерб на сумму $200000. По версии следствия, Никольский передал представителям Феодосийского производственного объединения «Море» документацию на крупнейший в мире десантный корабль на воздушной подушке «Зубр», которая была засекречена в середине 2000-х годов. По данным интернет-газеты «Бумага», Никольский занимался проектированием и испытанием надводных кораблей, а также придерживался радикальных политических взглядов и входил в ультранационалистический клуб «Русская мысль» Константина Душенова. Никольский уже был судим — в 2008 году ученый получил год колонии после заказа в типографии тиража брошюры, признанной экстремистской.

### Дело Виктора Шуры
22 июля 2015 года Лефортовским районным судом г. Москвы Шуре предъявлено обвинение в госизмене по статье 275 УК РФ и продлен арест до 24 сентября. Дело слушается под грифом «Секретно».

### Дело Евгения Чистова
На том же заседании суда 22 июля 2015 года обвинение в госизмене по статье 275 УК РФ предъявлено и Чистову. Дело засекречено, информация не разглашается. Лефортовский суд продлил арест Чистову до 26 сентября 2015 г.

### Дело Юрия Солошенко
Солошенко — гражданин Украины, до пенсии возглавлявший полтавский оборонный завод «Знамя», изготавливавший электровакуумное оборудование для оборонной промышленности. В 2014 году пенсионер Солошенко отправился с Украины в Москву, где и был арестован. 2 июля 2015 года Лефортовским судом Москвы продлён срок ареста до 5 сентября.

### Дело Евгения Матайтиса
Матайтис имеет двойное российско-литовское гражданство, задержан в Калининградской области, 25 июня 2015 года ему предъявлено обвинение в шпионаже в пользу Литвы и принято решение о заключении под стражу до 24 августа. 
По данным ФСБ России, Матайтис по заданию второго департамента оперативных служб Министерства охраны края Литвы (военная разведка и контрразведка) целенаправленно собирал сведения военного характера в отношении вооруженных сил России, утечка которых за рубеж могла нанести серьезный ущерб обороноспособности государства.
Дело проходит под грифом «Совершенно секретно». ФСБ заявило, что Матайтис даёт признательные показания.

### Дело Аристидаса Тамошайтиса
Тамошайтис — гражданин Литвы, офицер 2-го Департамента оперативных служб (военная разведка) Министерства охраны края Литвы, задержан в Москве в мае 2015 года. Информация о деле засекречена.

### Дело Валерия Селянина
Летом 2015 года под грифом «совершенно секретно» Мосгорсуд вынес приговор в отношении россиянина Валерия Селянина по обвинению в государственной измене (15 лет лишения свободы). Вместе с Селяниным осудили за подстрекательство к госизмене двух уроженцев Среднего Востока. По некоторым данным, они являются иранцами. Селянин родился в Сумской области Украины. Его обвиняют в том, что он оказывал иностранцам консультационную и другую помощь против безопасности России. Селянин не признал свою вину. Согласно материалам дела, двое других фигурантов говорят на редком восточном языке, который трудно переводить, поскольку специалистов по этому языку слишком мало. О существовании данного дела стало известно в марте 2015 года. Тогда Мосгорсуд отклонил жалобу защиты фигуранта на продление ему ареста до 20 месяцев. Два других фигуранта уголовного дела, согласно оглашенным тогда материалам, являются иностранными гражданами, которые «говорят на редком восточном языке, перевод с которого и на который представляет трудность, так как специалистов мало». В 2017 году правозащитная организация «Мемориал» признала Селянина политзаключенным. Защиту осуществляет адвокат Олег Елисеев.

## Освобождение некоторых осужденных за государственную измену (2017 год)
В 2017 году некоторые осужденные за государственную измену в период с 2014 по 2016 годы были освобождены. В течение 2017 года Владимир Путин помиловал трех женщин, осужденных за разглашение государственной тайны путем отправки СМС - Оксану Севастиди, Ани Кесян и Арину Джанджгава. Еще одну осужденную - Ингу Тутисани - Верховный суд Российской Федерации освободил, сократив ей назначенное наказание с 6 лет до 4 лет 1 месяца лишения свободы.